# بو ولی (نبراسکا)

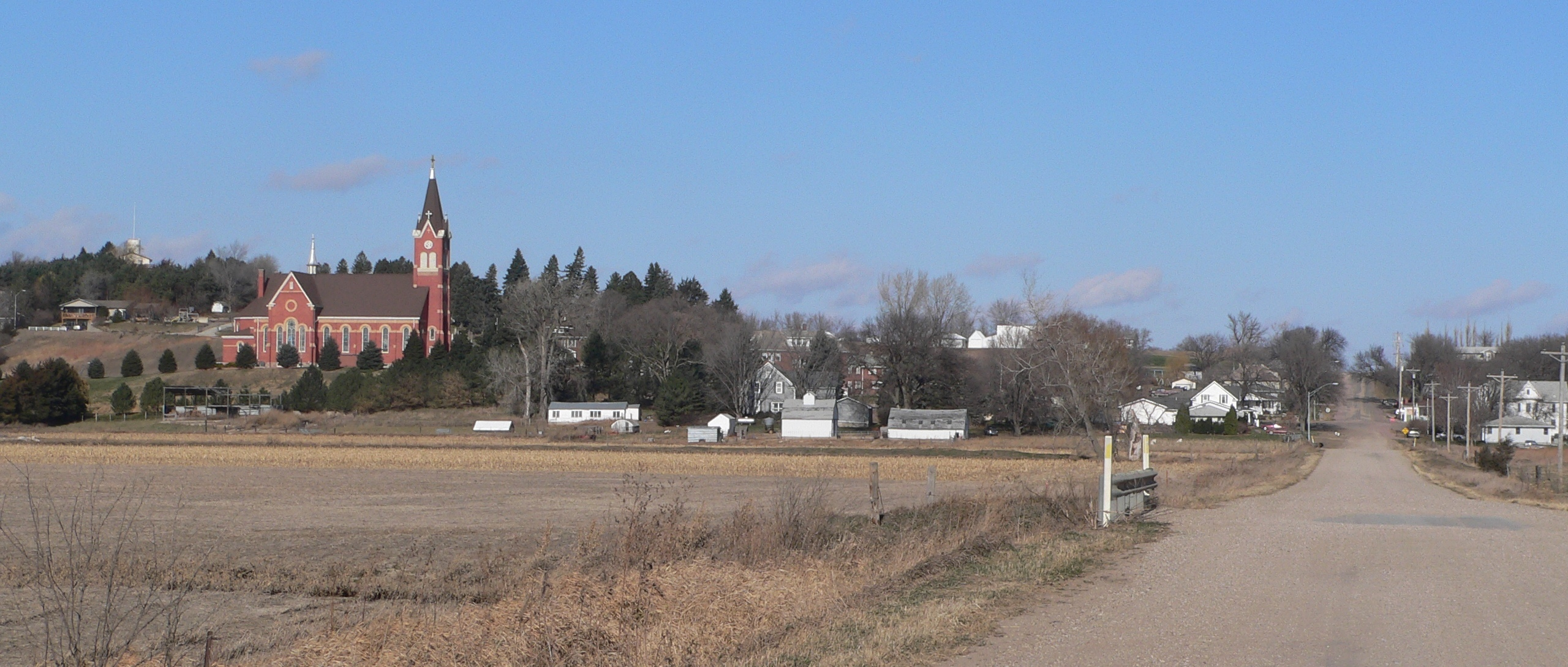
بو ولی، نبراسکا از سمت غرب

بو ولی، نبراسکا (انگلیسی: Bow Valley, Nebraska) یک محدوده ثبت نشده و  حوزه سرشماری است که در  شهرستان سدار، نبراسکا در ایالات متحده آمریکا قرار دارد. جمعیت آن به موجب سرشماری سال ۲۰۱۰ تعداد ۱۱۶ بودند.